# Roberta Maxwell
Roberta Farnham Maxwell (Toronto, 17 giugno 1941) è un'attrice canadese.

## Biografia
Maxwell ha iniziato a studiare per il palcoscenico nei suoi primi anni dell'adolescenza. Si è unita a John Clark per 2 anni come co-conduttrice della sua serie di Junior Magazine per CBC Television. Si è esibita per la prima volta allo Stratford Shakespeare Festival nel 1956. 
Stratford Shakespeare Festival e Inghilterra
È apparsa come Ursula in Molto rumore per nulla, Lady Anne in Richard III, Olivia in Dodicesima notte, e Anne in Le allegre mogli di Windsor, prima di andare in Inghilterra, dove ha trascorso tre anni nel repertorio. Ha fatto il suo debutto nel West End con Robert Morley e Molly Picon in A Majority of One.
Nel 1982 recita nel ruolo di Rosalind nella produzione teatrale di Shakespeare As You Like It di Shakespeare, una produzione che è stata videoregistrata e trasmessa in televisione canadese nel 1983. Nel 2011, ha interpretato la duchessa di York in Richard III. 
Broadway
Ha viaggiato per la prima volta a New York all'età di 19 anni nel 1960. Ha debuttato a Broadway ne Il primo di Miss Jean Brodie nel 1968, partecipando a cinque altri spettacoli con il Tyrone Guthrie Theatre di Minneapolis, nel Minnesota. Nel 1974, è tornata a Broadway per interpretare il ruolo di Jill in Equus, con Anthony Hopkins. 
TV e film
Ha interpretato Lavinia Mannion nell'adattamento PBS del 1978 di Lutto diventa electra. Nel 2009-10 è apparsa in due episodi della serie Syfy Warehouse 13. 

## Filmografia

### Cinema
- A Great Big Thing, regia di Eric Till (1968)
- Rich Kids, regia di Robert M. Young (1979)
- Changeling (The Changeling), regia di Peter Medak (1980)
- Popeye - Braccio di ferro (Popeye), regia di Robert Altman (1980)
- Psycho III, regia di Anthony Perkins (1986)
- Kingsgate, regia di Jack Darcus (1989)
- Philadelphia, regia di Jonathan Demme (1993)
- Dead Man Walking - Condannato a morte (Dead Man Walking), regia di Tim Robbins (1995)
- Felicità rubata (Fall), regia di Eric Schaeffer (1997)
- L'uomo del giorno dopo (The Postman), regia di Kevin Costner (1997)
- Last Night, regia di Don McKellar (1998)
- Water Damage, regia di Murray Battle (1999)
- Rivelazione finale (Full Disclosure), regia di John Bradshaw (2001)
- I segreti di Brokeback Mountain (Brokeback Mountain), regia di Ang Lee (2005)
- The Killing Floor - Omicidio ai piani alti (The Killing Floor), regia di Gideon Raff (2007)
- Hungry Hearts, regia di Saverio Costanzo (2014)
- What We Have, regia di Maxime Desmons (2014)
- The Inherited, regia di Devon Gummersall (2015)
- Unearthing, regia di Jon Deitcher e Natalino Lattanzio (2015)
- Il processo Percy (Percy), regia di Clark Johnson (2020)

### Televisione
- Festival – serie TV, 3 episodi (1961, 1964-1965)
- Emergency-Ward 10 – serial TV, 2 puntate (1962)
- A Touch of the Poet, regia di Kirk Browning e Stephen Porter – film TV (1974)
- Great Performances – programma TV, 2 puntate (1974, 1989)
- Destini (Another World) – serial TV, 91 puntate (1975)
- The Other Side of Victory, regia di Bill Jersey – film TV (1976)
- For the Record – serie TV, episodio 3x01 (1978)
- Mourning Becomes Electra, regia di Nick Havinga – miniserie TV (1978)
- F.B.I. oggi (Today's F.B.I.) – serie TV, episodio 1x01 (1981)
- Le acque del Niagara (Lois Gibbs and the Love Canal), regia di Glenn Jordan – film TV (1982)
- Nel regno delle fiabe (Faerie Tale Theatre) – serie TV, episodio 1x01 (1982)
- Special Bulletin, regia di Edward Zwick – film TV (1983)
- As You Like It, regia di Herb Roland – film TV (1983)
- A cuore aperto (St. Elsewhere) – serie TV, episodio 2x22 (1984)
- Airwaves – serie TV, 26 episodi (1986-1987)
- La valle dei pini (All My Children) – serial TV, 1 puntata (1988)
- Un giustiziere a New York (The Equalizer) – serie TV, episodio 4x19 (1989)
- I viaggiatori delle tenebre (The Hitchhiker) – serie TV, episodio 5x23 (1989)
- La stanza dei giurati (We the Jury), regia di Sturla Gunnarsson – film TV (1996)
- Mistrial, regia di Heywood Gould – film TV (1996)
- Amore conteso (When Innocence Is Lost), regia di Bethany Rooney – film TV (1997)
- Liberty! The American Revolution – miniserie TV, 4 puntate (1981)
- At the End of the Day: The Sue Rodriguez Story, regia di Sheldon Larry – film TV (1998)
- Troppo ricca: la vita segreta di Doris Duke (Too Rich: The Secret Life of Doris Duke), regia di John Erman – miniserie TV (1999)
- In corsa contro il tempo (Life in a Day), regia di Eleanor Lindo – film TV (1999)
- Il silenzio dell'amore (Forget Me Never), regia di Robert Allan Ackerman – film TV (1999)
- Twice in a Lifetime – serie TV, episodio 1x08 (1999)
- Shadow Lake, regia di Carl Goldstein – film TV (1999)
- Law & Order - I due volti della giustizia (Law & Order) – serie TV, episodio 10x11 (2000)
- Oltre i limiti (The Outer Limits) – serie TV, episodio 6x11 (2000)
- The Dinosaur Hunter, regia di Rick Stevenson – film TV (2000)
- Questa è la mia famiglia (What Makes a Family), regia di Maggie Greenwald – film TV (2000)
- Scar Tissue, regia di Peter Moss – film TV (2002)
- Benjamin Franklin, regia di Ellen Hovde e Muffie Meyer – miniserie TV (2002)
- The Atwood Stories – serie TV, episodio 1x04 (2003)
- Gracie's Choice, regia di Peter Werner – film TV (2004)
- Vinegar Hill, regia di Peter Werner – film TV (2005)
- Riding the Bus with My Sister, regia di Anjelica Huston – film TV (2005)
- Queer as Folk – serie TV, episodio 5x03 (2005)
- Booky Makes Her Mark, regia di Peter Moss – film TV (2006)
- La leggenda della sirena (The Mermaid Chair), regia di Steven Schachter – film TV (2006)
- Warehouse 13 – serie TV, episodi 1x06-2x10 (2009-2010)
- Rookie Blue – serie TV, episodio 1x06 (2010)

## Doppiatrici italiane
Nelle edizioni italiane dei suoi film, Roberta Maxwell è stata doppiata da:
- Gabriella Genta in Popeye - Braccio di ferro
- Melina Martello in Il processo Percy
- Paila Pavese in Psycho III
- Paola Piccinato in I segreti di Brokeback Mountain
- Marzia Ubaldi in Hungry Hearts